# Marko Simonovski (calciatore)
Marko Simonovski (in macedone Марко Симоновски?; Skopje, 2 gennaio 1992) è un calciatore macedone, attaccante del Gostivar.

## Carriera

### Club
Ha giocato nella massima serie del campionato macedone con Metalurg Skopje e Napredok Kičevo; nella stagione 2014-2015 ha segnato un gol nei preliminari di Europa League.

### Nazionale
Il 14 dicembre 2012 esordisce con la nazionale macedone nell'amichevole contro la Polonia persa per 4-1.

## Palmarès

### Club

#### Competizioni nazionali
- Coppa di Macedonia: 1

Metalurg Skopje: 2010-2011